# Скотчтаун (Нью-Йорк)
Скотчтаун (англ. Scotchtown) — переписна місцевість (CDP) в США, в окрузі Орандж штату Нью-Йорк. Населення — 10 578 осіб (2020).

## Географія
Скотчтаун розташований за координатами 41°28′30″ пн. ш. 74°22′5″ зх. д. / 41.47500° пн. ш. 74.36806° зх. д. (41.474901, -74.368078).  За даними Бюро перепису населення США в 2010 році переписна місцевість мала площу 10,98 км², з яких 10,94 км² — суходіл та 0,03 км² — водойми.

## Демографія
Згідно з переписом 2010 року, у переписній місцевості мешкало 9212 осіб у 3271 домогосподарстві у складі 2383 родин. Густота населення становила 839 осіб/км².  Було 3390 помешкань (309/км²).
Расовий склад населення:
| - 61,7 % — білих - 20,9 % — чорних або афроамериканців - 4,1 % — азіатів - 0,4 % — корінних американців - 7,8 % — осіб інших рас |

До двох чи більше рас належало 5,0 %. Частка іспаномовних становила 25,1 % від усіх жителів.
За віковим діапазоном населення розподілялося таким чином: 25,8 % — особи молодші 18 років, 64,8 % — особи у віці 18—64 років, 9,4 % — особи у віці 65 років та старші. Медіана віку мешканця становила 36,6 року. На 100 осіб жіночої статі у переписній місцевості припадало 94,5 чоловіків;  на 100 жінок у віці від 18 років та старших — 89,7 чоловіків також старших 18 років.
Середній дохід на одне домашнє господарство  становив 76 679 доларів США (медіана — 65 991), а середній дохід на одну сім'ю — 85 308 доларів (медіана — 76 773). Медіана доходів становила 56 429 доларів для чоловіків та 37 169 доларів для жінок. За межею бідності перебувало 4,3 % осіб, у тому числі 1,5 % дітей у віці до 18 років та 4,8 % осіб у віці 65 років та старших.
Цивільне працевлаштоване населення становило 4552 особи. Основні галузі зайнятості: освіта, охорона здоров'я та соціальна допомога — 31,3 %, роздрібна торгівля — 12,8 %, науковці, спеціалісти, менеджери — 8,9 %, виробництво — 8,1 %.